# Maxillaria thurstoniorum
Maxillaria thurstoniorum är en orkidéart som beskrevs av Dodson. Maxillaria thurstoniorum ingår i släktet Maxillaria och familjen orkidéer.
Artens utbredningsområde är Ecuador. Inga underarter finns listade i Catalogue of Life.